# 承 (鉤町)
承，西汉末年西南夷鉤町王邯的弟弟。
新朝始建国元年（公元9年），王莽即位后，贬鉤町（今云南广南县）王为侯。鉤町王邯不服，怀有怨气，被牂牁大尹（牂牁郡太守）周钦用诈杀害。承于是举兵攻杀周钦，又杀益州大尹（益州郡太守）程隆。王莽派平蛮将军冯茂率领巴郡、蜀郡、犍为郡等郡官兵反击，三年不能获胜。又调集天水郡、陇西郡骑士、广汉郡、巴郡、蜀郡、犍为郡吏民共二十万人镇压，斩杀数千，平定鉤町。